# Alex Righetti
Alex Righetti (nacido el 14 de agosto de 1977 (47 años) en Rímini, Italia)  es un exjugador italiano de baloncesto. Con 1.98 de estatura, jugaba en la posición de alero, en abril de 2017 se anunció su retiro.

## Equipos
- 1993-2000 Basket Rimini
- 2000-2007  Pallacanestro Virtus Roma
- 2007-2008 Scandone Avellino
- 2008-2010 Virtus Bologna
- 2010-2011 Pallacanestro Varese
- 2011-2012 Juvecaserta Basket
- 2012-2013 Basket Ferentino
- 2013-2014 Pallacanestro Virtus Roma
- 2014-2017 Eurobasket Roma